# Actiones famosae
Actiones famosae – w prawie rzymskim grupa powództw pociągających za sobą infamię zasądzonego pozwanego. Tego rodzaju infamię określano jako pośrednia (infamia mediata), gdyż uszczuplenie czci następowało z mocy wyroku sądowego, a nie z mocy samego prawa.